# Thomas Hawker

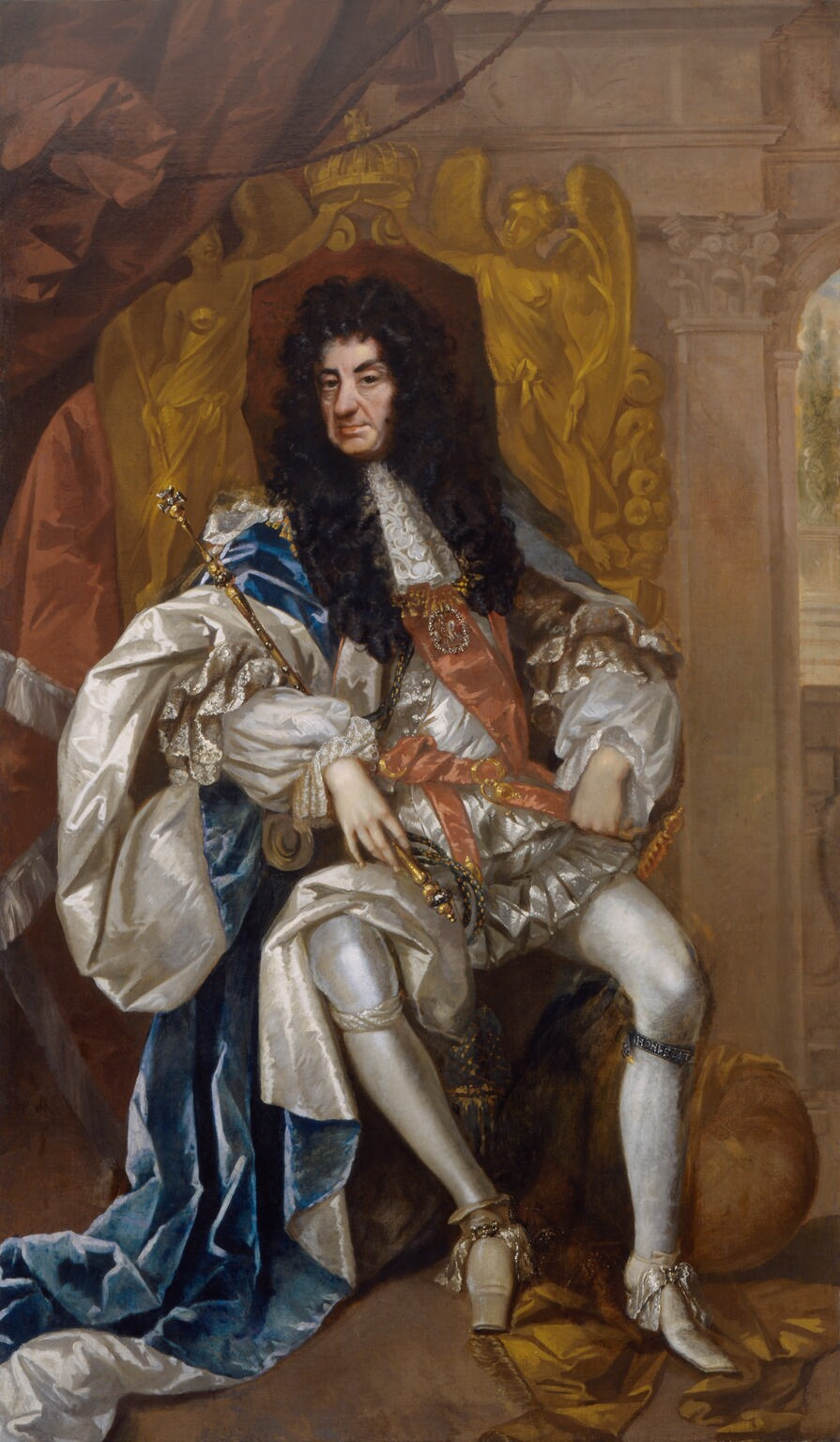
Portrait de Charles II d'Angleterre
Attribué à Thomas Hawker
Vers 1680 (226,7 × 135,6 cm)
National Portrait Gallery, Londres

Thomas Hawker (mort en 1722) est un peintre portraitiste anglais de la fin du XVIIe et du début du XVIIIe siècle. Les historiens de l'art disposent que de très peu d'informations sur la vie de cet artiste, notamment qu'il travailla apparemment auprès de la cour royale.
Cinq de ses portraits sont actuellement conservés et exposés à la National Portrait Gallery de Londres, le plus célèbre étant celui du roi Charles II d'Angleterre. On lui doit également une série de représentations de Titus Oates - qu'a repris Abraham Bloteling en gravure - ainsi qu'un portrait d'Henry FitzRoy, le fils du roi.